# Islotes Yalour
Los islotes Yalour (también denominados Jalour) es un grupo de islas e islotes rocosos de baja altitud, que se extienden 2,8 kilómetros en el sur del archipiélago Wilhelm. El grupo se encuentra a 1,9 kilómetros al noroeste del cabo Tuxen en la península Antártica, en aguas del estrecho Penola.
Las costas poseen rocas ígneas con pendientes cortas y pronunciadas. En verano quedan libres de nieve, presentando una coloración rojiza.

## Historia y toponimia
Fue descubierta y denominada por la Tercera Expedición Antártica Francesa entre 1903 y 1905, al mando de Jean-Baptiste Charcot. Recibió el nombre de Jorge Yalour, alférez de navío de la Armada Argentina que viajó a bordo de la corbeta ARA Uruguay en la misión que rescató a la Expedición Antártica Sueca de Otto Nordenskjöld en noviembre de 1903. Yalour también fue delegado del Instituto Geográfico Nacional (IGN) de Argentina y posteriormente en 1907 estuvo al mando de la corbeta, realizando el relevo de la base Orcadas en la isla Laurie.
En 1946, la isla más grande fue nombrada por el IGN como isla Yalour. Una de las islas centrales fue nombrada South Island en 1979.
Las islas fueron fotografiadas desde el aire por el Falkland Islands and Dependencies Aerial Survey Expedition (FIDASE) entre 1956-1957, y cartografiadas por el British Antarctic Survey en 1958.

## Ecología

### Fauna

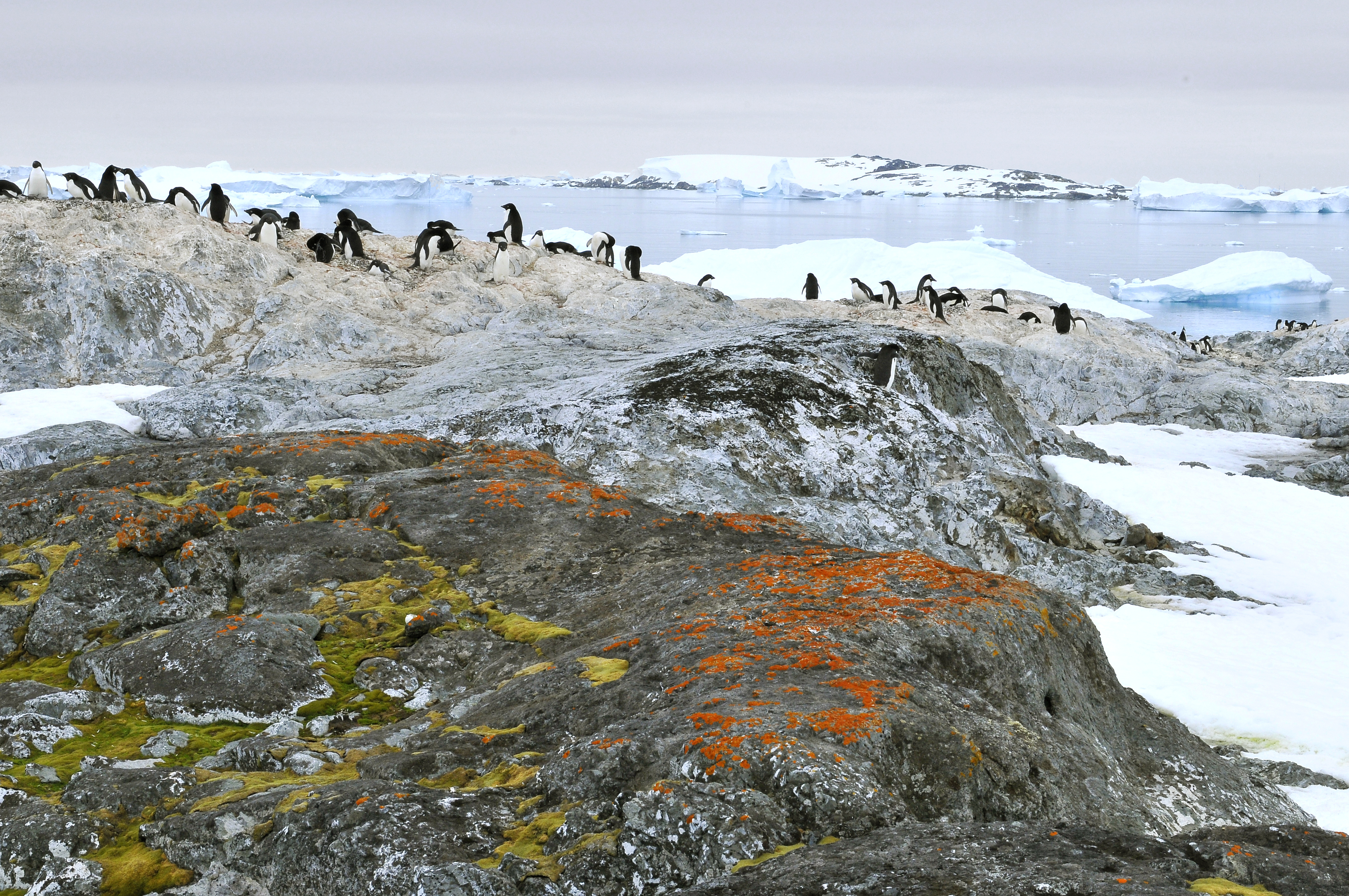
Pingüinos adelaida, musgos y líquenes en uno de los islotes.

Estos islotes alojan la colonia más austral registrada de pingüinos papúa (Pygoscelis papua). Aquí también se reproducen pingüinos adelaida (Pygoscelis adeliae), charranes antárticos (Sterna vittata), cormoranes imperiales (Leucocarbo atriceps), págalos grandes (Catharacta skua), gaviotas cocineras (Larus dominicanus), págalos polares (Stercorarius maccormicki) y paíños de Wilson (Oceanites oceanicus).
En cuanto a los mamíferos marinos, aquí se han observado orcas (Orcinus orca), focas peleteras antárticas (Arctophoca gazella), elefantes marinos del sur (Mirounga leonina), focas de Weddell (Leptonychotes weddellii), focas cangrejeras (Lobodon carcinophagus) y focas leopardo (Hydrurga leptonyx).

### Flora
Aquí se encuentran áreas con cantidades significativas de líquenes (como los géneros Xanthoria, Buellia, Caloplaca, Usnea) y musgos. También hay pastos antárticos (Deschampsia antarctica).

## Turismo
Los islotes reciben numerosos visitantes. En la temporada 2013-2014 alcanzó una cifra de 1953 turistas, llegando a estar entre los veinte sitios más visitados de la Antártida. El Sistema del Tratado Antártico establece una serie de limitaciones para cuidar el ambiente y minimizar los impactos de las actividades humanas.
La isla más grande posee varios sitios de desembarco en su costa sur. Mientras que las zonas norte y este, además del resto de los islotes, están vedadas debido a su vegetación y nidos de aves.

## Reclamaciones territoriales
Argentina incluye los islotes en el departamento Antártida Argentina dentro de la provincia de Tierra del Fuego, Antártida e Islas del Atlántico Sur; para Chile forman parte de la comuna Antártica de la provincia Antártica Chilena dentro de la Región de Magallanes y de la Antártica Chilena; y para el Reino Unido integran el Territorio Antártico Británico. Las tres reclamaciones están sujetas a las disposiciones del Tratado Antártico.
Nomenclatura de los países reclamantes: 
- Argentina: islotes Yalour[8]
- Chile: islotes Yalour[4]
- Reino Unido: Yalour Islands[6]

## Galería

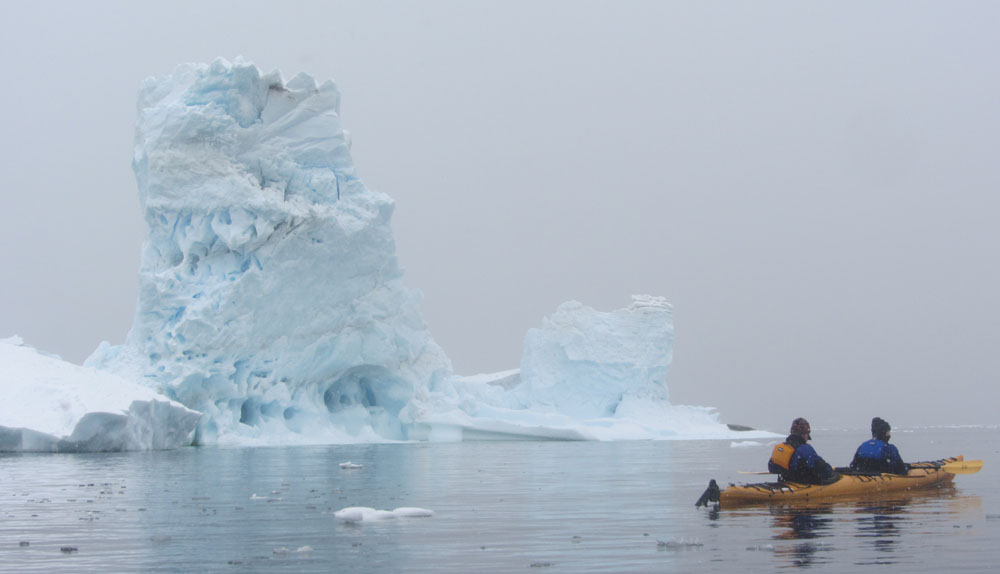
Kayak cerca de los islotes.
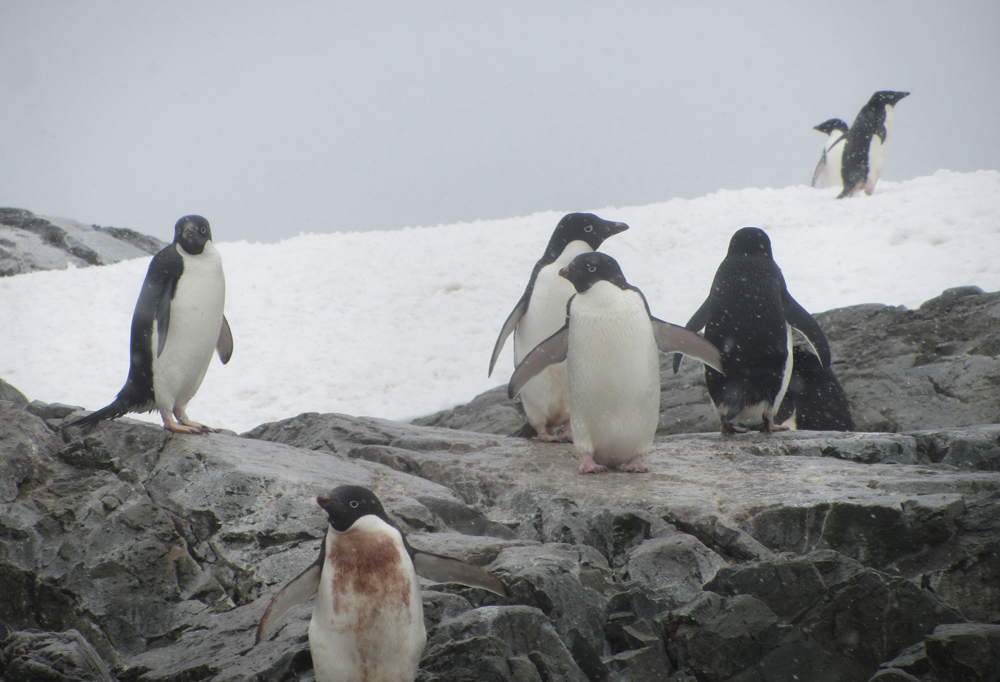
Pingüinos adelaida.
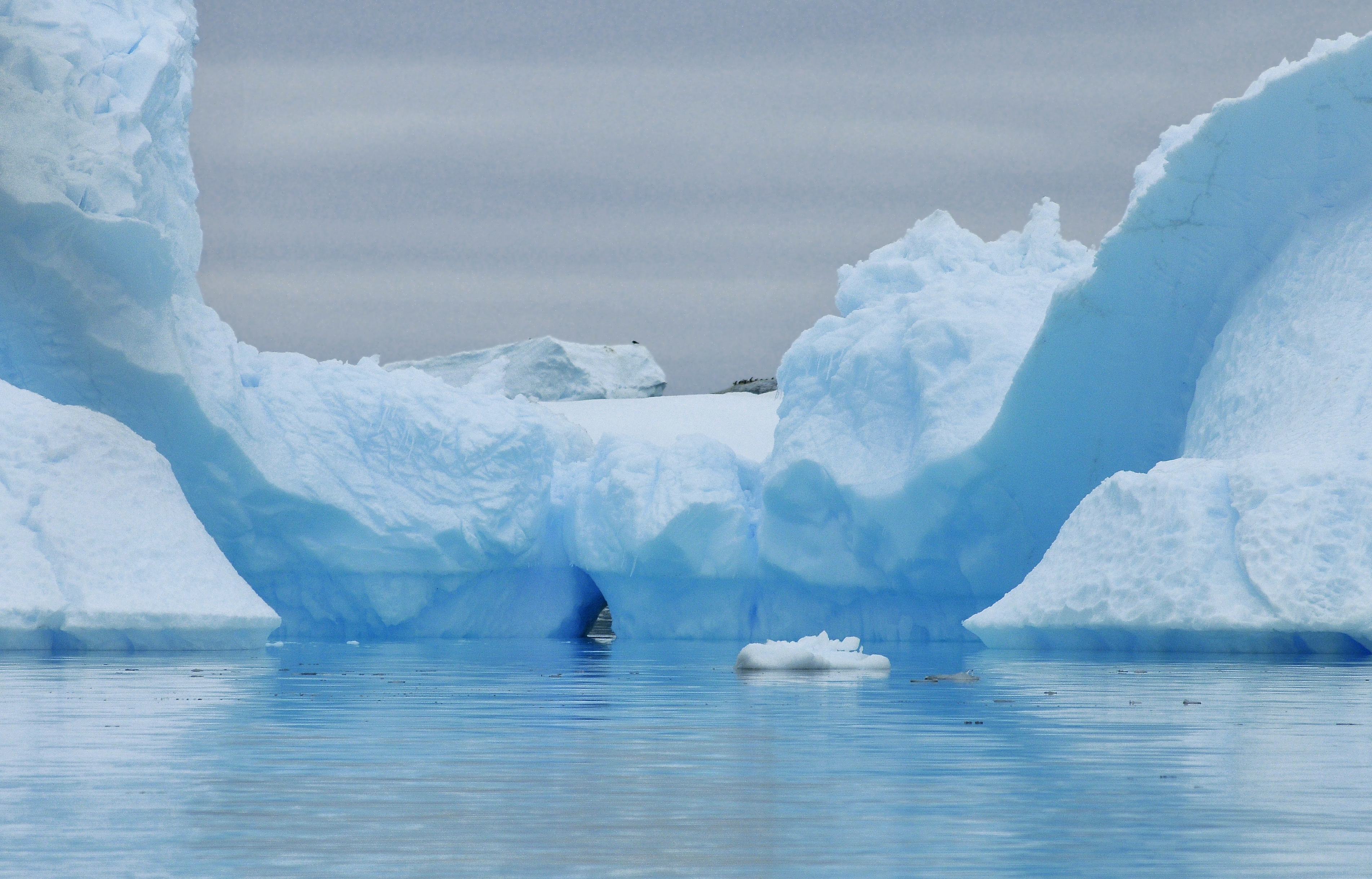
Icebergs en las cercanías.
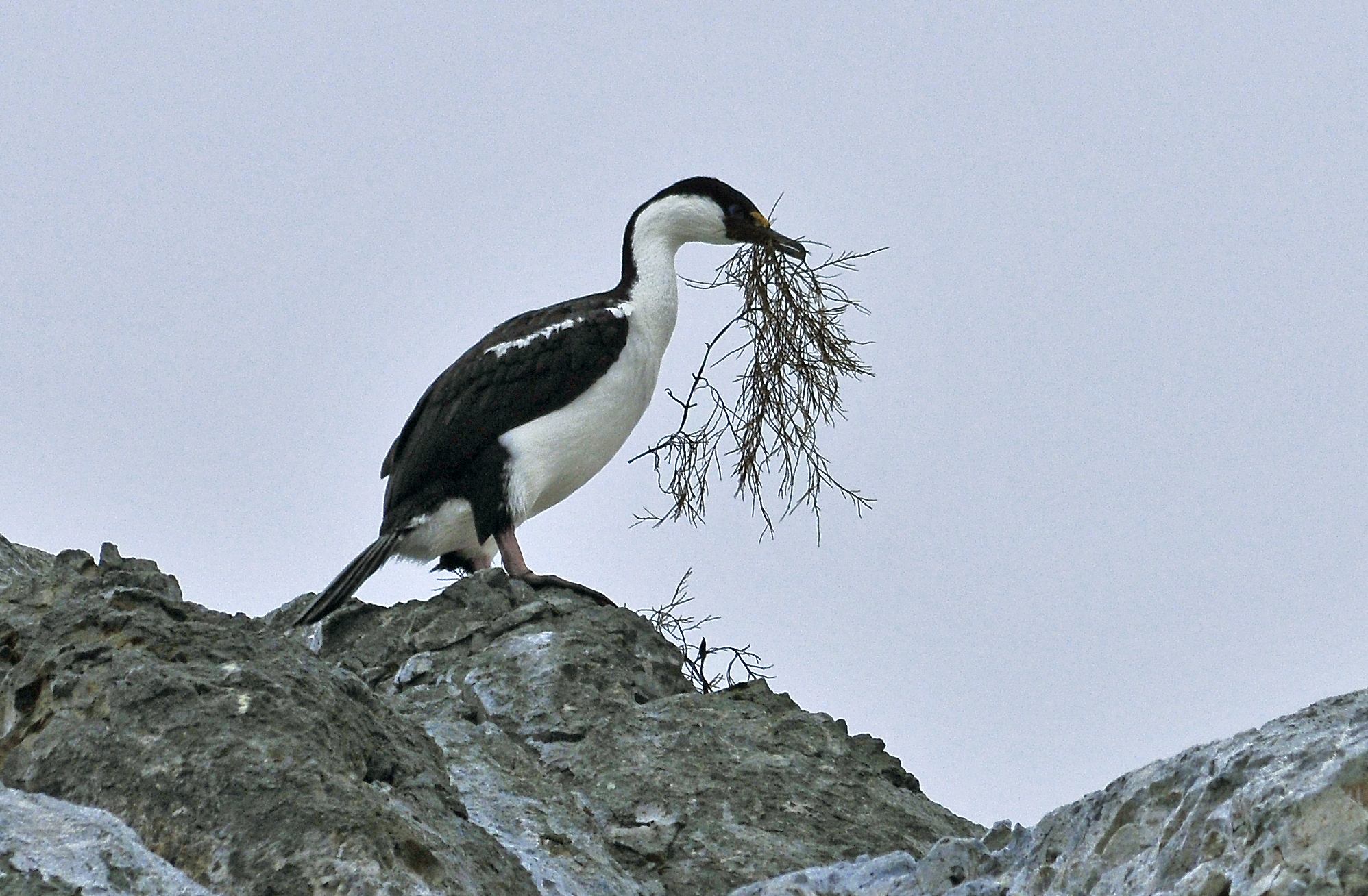
Cormorán antártico.
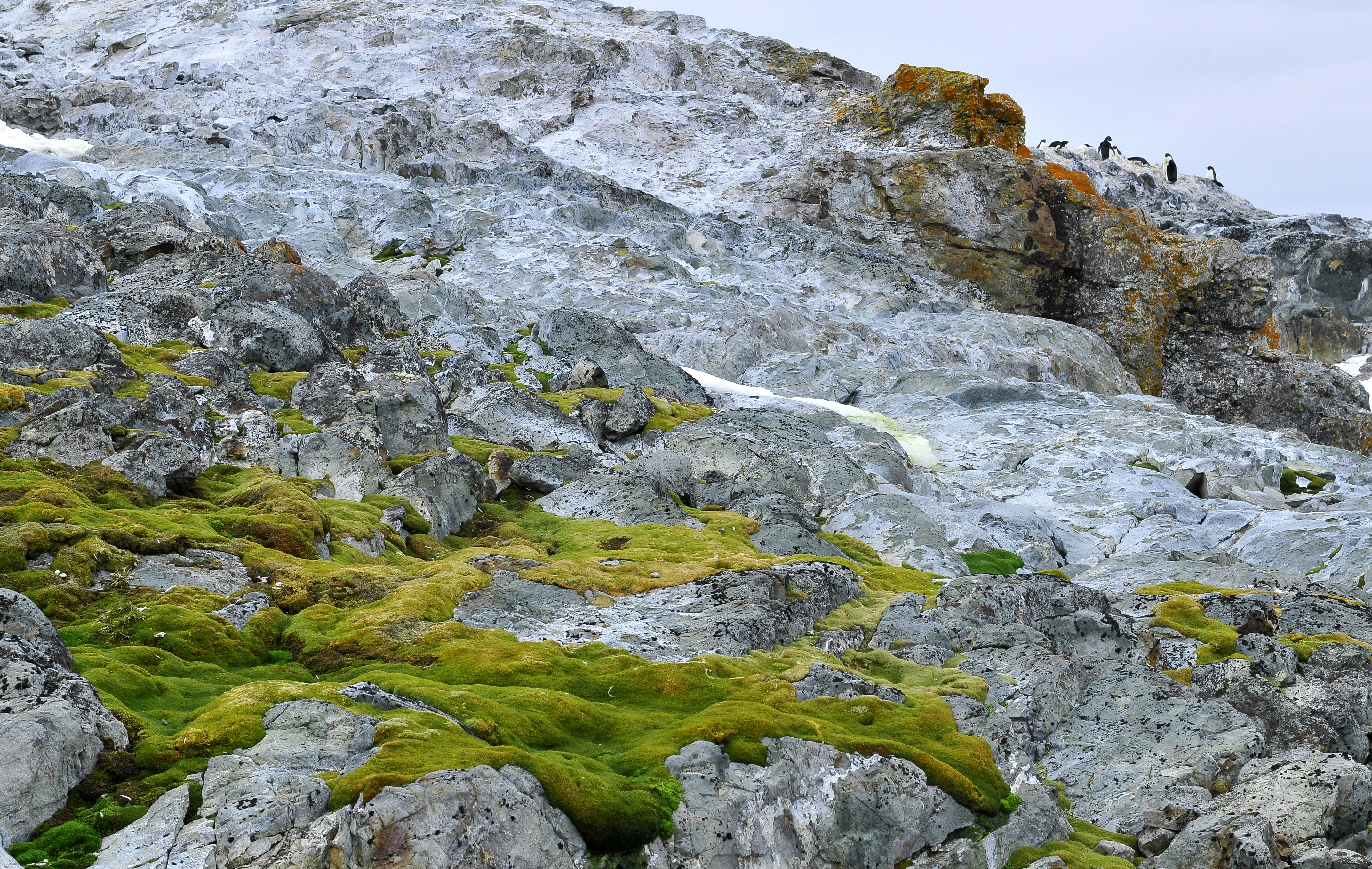
Musgos en uno de los islotes.
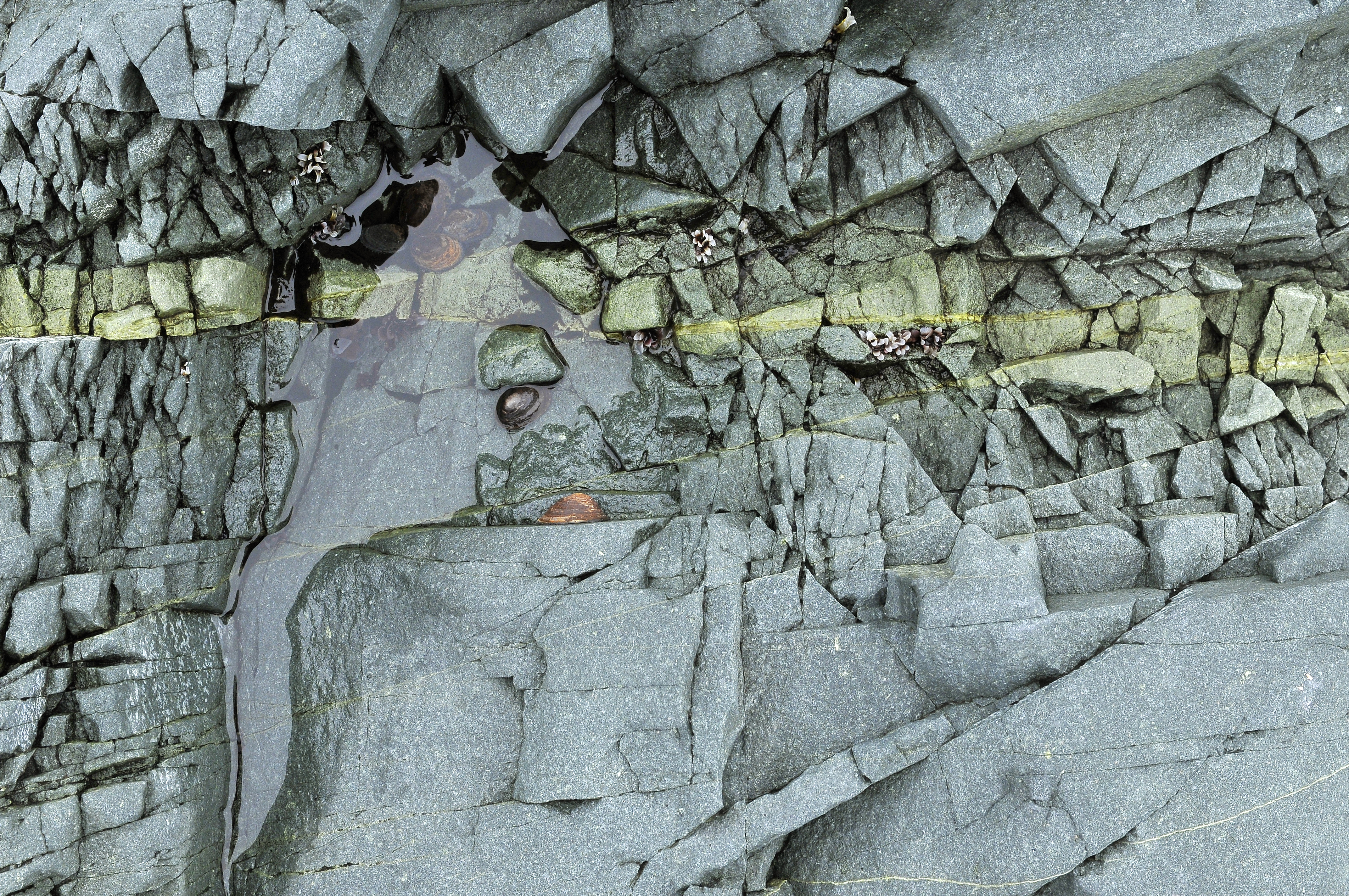
Andesita muy fracturada, con un filón de alteración.